# Campionati del mondo di atletica leggera 2003 - Salto con l'asta femminile

## Risultati

### Finale
| Pos | Nome                        | Misura | Note |
| --- | --------------------------- | ------ | ---- |
|     | Svetlana Feofanova (RUS)    | 4.75 m | =CR  |
|     | Annika Becker (GER)         | 4.70 m |      |
|     | Yelena Isinbayeva (RUS)     | 4.65 m |      |
| 4.  | Monika Pyrek (POL)          | 4.55 m |      |
| 4.  | Stacy Dragila (USA)         | 4.55 m |      |
| 6.  | Yvonne Buschbaum (GER)      | 4.50 m |      |
| 7.  | Anna Rogowska (POL)         | 4.45 m | PB   |
| 8.  | Yelena Belyakova (RUS)      | 4.45 m |      |
| 9.  | Gao Shuying (CHN)           | 4.35 m |      |
| 10. | Mary Sauer (USA)            | 4.35 m |      |
| —   | Þórey Edda Elísdóttir (ISL) | NM     |      |
| —   | Marie Poissonnier (FRA)     | NM     |      |

### Qualificazione
- Held on Saturday 2003-08-23

| Pos | Gruppo A                    | Misura |
| --- | --------------------------- | ------ |
| 1.  | Svetlana Feofanova (RUS)    | 4.40 m |
| 2.  | Yvonne Buschbaum (GER)      | 4.40 m |
| 3.  | Monika Pyrek (POL)          | 4.40 m |
| 4.  | Þórey Edda Elísdóttir (ISL) | 4.35 m |
| 5.  | Mary Sauer (USA)            | 4.35 m |
| 6.  | Natalya Kushch (UKR)        | 4.25 m |
| 7.  | Tanya Stefanova (BUL)       | 4.25 m |
| 8.  | Jillian Schwartz (USA)      | 4.15 m |
| 9.  | Vanessa Boslak (FRA)        | 4.15 m |
| 10. | Melina Hamilton (NZL)       | 4.00 m |
| 10. | Masumi Ono (JPN)            | 4.00 m |
| 12. | Alejandra García (ARG)      | 4.00 m |
| —   | Carolina Torres (CHI)       | NM     |
| —   | Pavla Hamáčková (CZE)       | DNS    |

| Pos | Gruppo B                | Misura |
| --- | ----------------------- | ------ |
| 1.  | Yelena Isinbayeva (RUS) | 4.40 m |
| 2.  | Annika Becker (GER)     | 4.40 m |
| 3.  | Stacy Dragila (USA)     | 4.40 m |
| 4.  | Yelena Belyakova (RUS)  | 4.40 m |
| 5.  | Gao Shuying (CHN)       | 4.35 m |
| 6.  | Marie Poissonnier (FRA) | 4.35 m |
| 7.  | Anna Rogowska (POL)     | 4.25 m |
| 8.  | Naroa Agirre (ESP)      | 4.25 m |
| 9.  | Carolin Hingst (GER)    | 4.25 m |
| 10. | Anna Fitidou (CYP)      | 4.15 m |
| 11. | Zsuzsanna Szabó (HUN)   | 4.15 m |
| 11. | Becky Holliday (USA)    | 4.15 m |
| 13. | Stephanie McCann (CAN)  | 4.00 m |